# Mölndals AIK
Mölndals AIK, eller vardagligt Maik, bildad 1956, är en friidrottsklubb i Mölndal i Sverige. Klubben har varit och är framgångsrik på elitnivå, men bedriver även ungdomsverksamhet för pojkar och flickor från 9 år och uppåt.

## Framgångsrika friidrottare
Framgångsrika friidrottare som tävlat för klubben är bland andra Stig Fässberg, Hans "Honta" Höglund, Mats Erixon, Tore Gustafsson, Evy Palm, Gunilla Lindh, Birgitta Larsson, Anneli Olsson, Frida Johansson, Niklas Wallenlind, Claes Nyberg, Erica Johansson och Ebba Jungmark.

## Medlemmar
Ca 600 medlemmar, varav 400 ungdomar, bedriver året-runt-verksamhet i såväl Mölndals stad som Härryda kommun. Ca 100 vuxna motionslöper flera gånger i veckan, oftast på löparslingan intill Åby Friidrott (april-2021). Över 50 ideella tränare.

## Tränings- och tävlingarenor
MAIK har tidigare haft Kvarnbyvallen, och därefter Krokslättsvallen som hemmaarena. Sedan 1992 gäller Åby Friidrottsarena, fullutrustad med 400-meters bana som möjliggör förstklassig träning och tävling inom friidrottens alla grenar. Till detta kommer Mölnlycke IP och Landevi IP i Härryda. Vintertid bedrivs inomhusverksamhet i Göteborgs Friidrottsförbunds lokal, Friidrottens Hus. Tidigare också ungdomsträning inomhus i Slottsskogshallen, som brann ner 2019.

## Sportsliga föreningsframgångar
År 2019:
- Femte bästa SM-klubb

År 2017:
- Landslagsrepresentation på ungdoms-, junior- som seniorsidan
- Internationellt mästerskapsdeltagande vid junior-EM för både 19 år och 22 år
- Flest antal SM-poäng någonsin i klubbens historia
- Största "toppbredden" någonsin vid ungdoms- och junior-SM
- En tabellplats som en av landets allra främsta SM-klubbar

## Klubbhus och träningshall
Under 2015 lämnade MAIK sitt klubbhus från 1979 på Torallastigen vid Jungfruplatsen, för att flytta in i Mölndals AIK Sportcamp alldeles intill Åby Friidrottsarena. I direkt anslutning utanför klubbhuset och träningshallen, som byggdes 2014-2015, ligger Åby Löpspår på 2,4 km, som är en flack, grusad bana med belysning.